# Tierpark Perleberg
Koordinaten: 53° 3′ 50″ N, 11° 51′ 30″ O
Der Tierpark Perleberg ist ein brandenburgischer Zoo in Perleberg, Landkreis Prignitz.

## Geschichte
Der Tierpark besteht seit dem 7. Oktober 1964. Er liegt im Süden der Stadt Perleberg in der Vorderheide, einem Teil des Perleberger Stadtforstes. Nördlich schließen sich der Perleberger Friedhof und Tierfriedhof an, westlich liegt jenseits der Wilsnacker Chaussee die Waldsiedlung.

## Tierbestand
Im Tierpark leben mehr als 400 Tiere auf dem 15 Hektar großen Areal. Darunter finden sich große europäische Raubtiere wie Braunbären, Wölfe und Luchse. Weitere einheimische große Säugetiere sind Wisente, Wildschweine, Rothirsche. Damhirsche können in einem begehbaren Gehege gesehen werden. Zu den exotischeren Säugern gehören Trampeltiere, Guanakos, Meerschweinchen, Kängurus und Affen. Darüber hinaus gibt es ein Streichelgehege mit Schafen und Ziegen.
Der Tierpark Perleberg beherbergt außerdem zahlreiche Vogelarten, darunter mehrere Eulenarten, Papageien, Fasane, Gänse, Emus und den vom Aussterben bedrohten Waldrapp.
Im Tierpark Perleberg werden auch Weißstörche aus dem nahen Biosphärenreservat Flusslandschaft Elbe-Brandenburg um das Storchendorf Rühstädt aufgenommen, die aufgrund von Verletzungen im Winter nicht mit nach Süden ziehen können.